# Bemisia confusa
Bemisia confusa là một loài côn trùng cánh nửa trong họ Aleyrodidae, phân họ Aleyrodinae.
Bemisia confusa được Danzig miêu tả khoa học đầu tiên năm 1964.